# Guestling
Guestling is een civil parish in het bestuurlijke gebied Rother, in het Engelse graafschap East Sussex met 1432 inwoners.